# Légiós-hágó
A Légiós-hágó (más néven Tarac-hágó, ukránul: Перевал Легіонів, Pereval Lehionyiv; lengyelül: Przełęcz Legionów) hágó a Kárpátokban. Az Északkeleti-Kárpátokhoz tartozó Máramarosi-Verhovina (vagy Belső-Gorgánok) Barátka-gerincéhez tartozó Pántortól északra (1213 m) és a Gorgánok Taupisz-gerincéhez tartozó Taupisztól (1450 m) délre található. Ukrajnában, Kárpátalja Técsői járásának és az Ivano-frankivszki terület Nadvirnai járásának határán található.

## Történelem

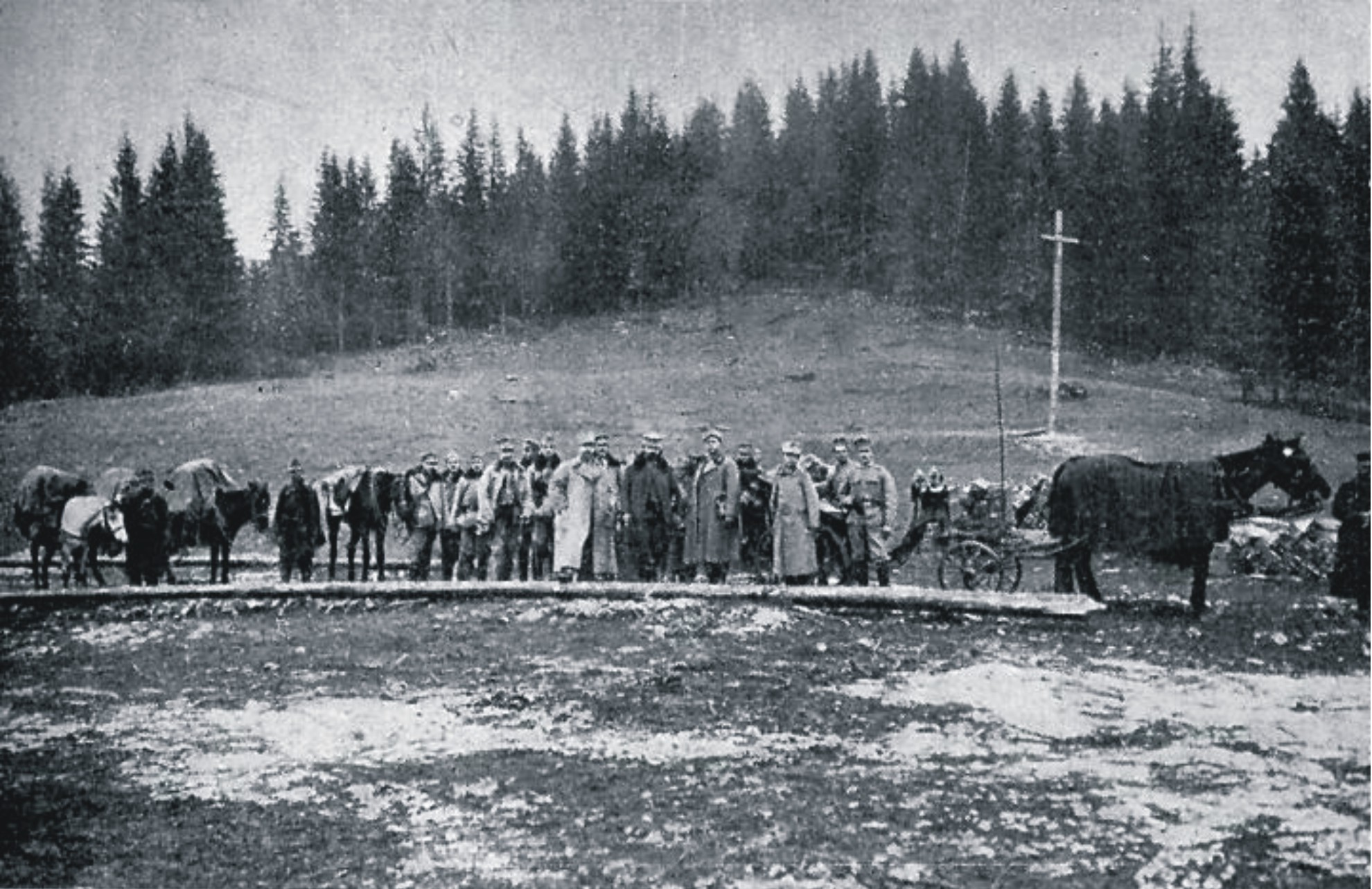
A Lengyel Légiók II. dandárjának harcai emlékére állított kereszt a Légiós-hágón, 1914-ben

A vízválasztó gerinc, melyen a hágó található, a történelmi Magyar Királyság határát is hordozta. A Légiós-hágó és a tőle délre található Pántor-hágó is harcok színhelye volt az első világháborúban. 1914-ben az orosz csapatok itt is betörtek a Magyar Királyság területére, de az Osztrák–Magyar Monarchia oldalán küzdő (a Császári és Királyi Hadsereghez tartozó) Lengyel Légiók II. dandárja (soraiban számos magyar önkéntessel) októberben néhány nap alatt farönkökből és terméskőből hadiutat építettek a hágóhoz és onnan a galíciai Rafajlowa (ma Bisztricja) faluig, ezzel új átárót létrehozva a Kárpátok gerincén, és kiszorították az oroszokat. Ezen a frontszakaszon később az 1915. januári orosz ellentámadáskor (Rafajlowai csata) és 1916 nyarán–őszén, a Bruszilov-offenzíva idején is harcok folytak.
A hágóban már 1914 őszén jelképes fakeresztet állítottak a légionisták tiszteletére, amelyet 1937-ben fémből készültre cseréltek, ez ma is áll. Felirata (Dénes Zsófia fordítása):
Tekints e keresztre, lengyel ifjúság! Mi ácsoltuk ezt. Zúgó vizeken, hegytömbökön és szakadékokon által jövünk, anyánk! Hozzád jövünk, Lengyelország!
A Kárpátaljai oldalon található a lengyel légiósok temetője. A lövészárkok maradványai is láthatók.